# Namaste

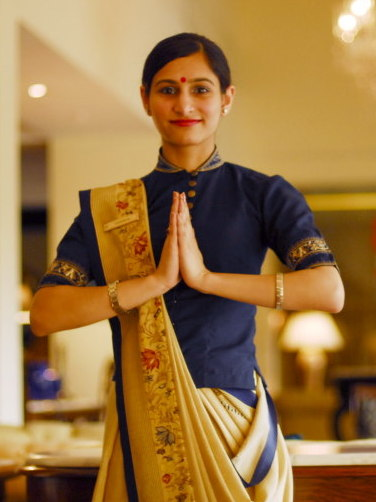
Khép 2 bàn tay lại cùng với một nụ cười để chào Namaste - một tập tục văn hóa phổ biến ở Ấn Độ

Namaste (Devanagari: नमस्ते, tiếng Phạn: [nɐmɐst̪eː] ⓘ), tiếng Việt gọi là Nam vị, là một lời chào theo phong tục Ấn Độ giáo. Trong kỷ nguyên đương đại, nó được tìm thấy ở tiểu lục địa Ấn Độ, Đông Nam Á và trong số các cộng đồng người Ấn Độ trên toàn thế giới. Cử chỉ namaste được sử dụng rộng rãi ở các vùng của Đông Nam Á nơi các tôn giáo Ấn Độ rất phổ biến. Nó được sử dụng cả cho lời chào gặp mặt và chia tay. Nam vị thường được nói với một cái cúi nhẹ và hai bàn tay ấn vào nhau, lòng bàn tay chạm vào nhau và ngón tay hướng lên trên, ngón cái áp sát vào ngực.

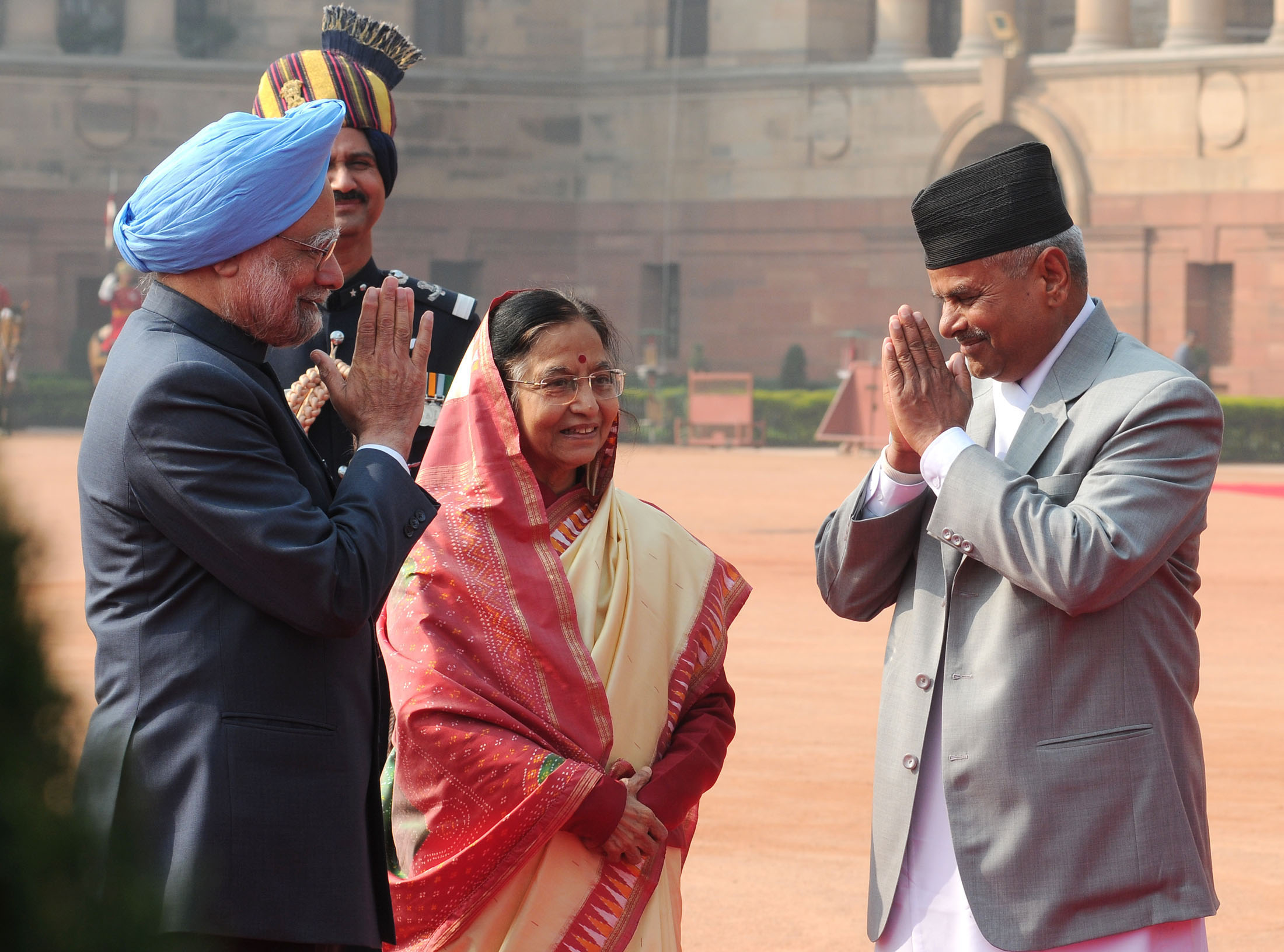
Thủ tướng Ấn Độ, Manmohan Singh và tổng thống Nepal, Ram Baran Yadav, trong lần gặp gỡ tháng 2 năm 2010

Trong Ấn Độ giáo, nó có nghĩa là "Tôi cúi đầu trước thiêng liêng trong bạn". Nam vị cũng có thể được nói mà không có cử chỉ, hoặc cử chỉ có thể được thực hiện thay lời nói.
Các cuộc khai quật khảo cổ nền văn minh Ấn Độ cho thấy nhiều tượng đất nung có niên đại từ 3000 đến 2000 năm trước Công nguyên với tay đặt trong tư thế Namaste.